# Коцьолек-Шляхецький
Коцьолек-Шляхецький (пол. Kociołek Szlachecki, нім. Adlig Kessel) — село в Польщі, у гміні Піш Піського повіту Вармінсько-Мазурського воєводства.
Населення — 148 осіб (2011).

## Демографія
Демографічна структура станом на 31 березня 2011 року:
|          | Загалом | Допрацездатний вік | Працездатний вік | Постпрацездатний вік |
| -------- | ------- | ------------------ | ---------------- | -------------------- |
| Чоловіки | 78      | 11                 | 56               | 11                   |
| Жінки    | 70      | 9                  | 45               | 16                   |
| Разом    | 148     | 20                 | 101              | 27                   |